# Лаурі Лепік
Лаурі Лепік (14 жовтня 1960, Таллінн, Естонська РСР, СРСР) — естонський дипломат. Надзвичайний і Повноважний Посол Естонської Республіки в Україні.

## Біографія
Народився 14 жовтня 1960 року. 
З 1995 року співробітник МЗС Естонії. 
З 1996 по 1999 рік — заступник глави посольства Естонії у Вашингтоні.
З 1999 по 2000 рік — радник з питань оборони посольства Естонії у Вашингтоні. 
З 2004 по 2005 рік — займався питаннями безпеки і оборони Європейського Союзу в міністерстві закордонних справ і міністерстві оборони Естонії.
З 2005 по 2008 рік — працював радником в Постійному Представництві Естонії при НАТО.
З 2008 по 2011 рік — працював на посту заступника глави Постійного Представництва Естонії при НАТО.
З 2011 - Надзвичайний і Повноважний Посол Естонії в Україні.
З вересня 2011 року Надзвичайний і Повноважний Посол Естонії в Молдові за сумісництвом, з резиденцією в Києві.